# Liturgijsko posuđe
Liturgijsko posuđe u kršćanstvu je posvećeno posuđe. Obično su od zlata ili dobro pozlaćenoga srebra. Liturgijsko posuđe su dijelovi posuđa koji dolaze u doticaj sa svetim Tijelom i svetom Krvi Gospodinovom. Postoji vasa sacra, vasa sacra u širem smislu i vasa non sacra.
Liturgijsko posuđe i platna su:
1. kalež
2. patena (plitica)
3. velum (veo, rubac)
4. pala
5. tjelesnik ili korporal (corporale)
6. burza (tok)
7. čistilo ili purifikatorij

Na kredenci (stoliću) kraj oltara su:
1. kostarice ili ampulice
2. treći vrčić
3. tanjurić
4. rupčić
5. pričesna plitica
6. zvonce
7. kajfež
8. šibice za paljenje svijeća
9. pločica s leoninskim molitvama, ako je potrebna

Ostale crkvene stvari:
1. ciborij (čestičnjak)
2. pokaznica (monstranca)
3. kadionica (thuribulum), a tamjan se čuva u lađici (navicula ili acerra)
4. piksida ili čestičnjak (custodia); v. krizmarij
5. kotlić (aspersorium) za blagoslovljenu vodu, koju se škropi škropilom (aspergillum)
6. sveta ulja (katekumensko, krizma i bolesničko)
7. manuterge
8. pacifikal
9. procesional